# Aosaginohi

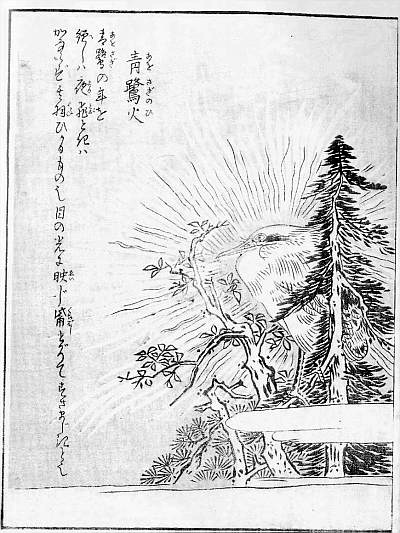
Ilustración del Aosaginohi por Toriyama Sekien en su obra Konjaku Gazu Zoku Hyakki.

El Aosaginohi (青鷺火?) es una criatura misteriosa dentro de la mitología japonesa con forma de garza. Su nombre significa Sagi azul de fuego (Sagi es el nombre de la raza del pájaro).

## Características
Es un pájaro de color azul que puede ser visto solo de noche como una bola de fuego volando distantemente del observador. Se piensa posee cualidades mágicas y que los animales no le temen.

## Cultura popular
En la película anime Howl no Ugoku Shiro o El castillo vagabundo Howl es convertido a través de una maldición en un Aosaginohi
- Datos: Q3178924